# Jens Kraft
För den norska statistikern och litteraturhistorikern, se Jens Edvard Kraft
Jens Kraft, född 1720, död 1765, var en norskfödd dansk matematiker, fysiker och filosof. 
Kraft anslöt sig delvis till Christian von Wolffs filosofi, även om han på en rad punkter intog en annorlunda ståndpunkt än denne. Kraft förnekade exempelvis att människor kan ha klara och tydliga föreställningar om enkla substanser som själen. Han förnekar därmed också att den rationella (a priori) psykologin skulle ha något värde. Kraft var en av de få av Wolffs anhängare som accepterade Newtons fysik.